# Jocs Olímpics d'Estiu de 1980
Els Jocs Olímpics d'Estiu de 1980, oficialment anomenats Jocs de la XXII Olimpíada, es van celebrar a la ciutat de Moscou (en aquell moment capital de la Unió Soviètica) entre el 19 de juliol i el 3 d'agost del 1980. En aquests Jocs hi van participar 5.179 atletes (4.064 homes i 1.115 dones) de 80 comitès nacionals diferents, competint en 203 proves de 23 esports.
Per segona edició consecutiva, va haver un boicot per part d'alguns comitès olímpics nacionals del COI. Però aquest resultà molt més nombrós i significatiu que no el de Mont-real. Amb el pretext de la Guerra afgano-soviètica, els Estats Units es va negar a deixar participar els seus esportistes, protesta que varen recolzar altres 58 comitès nacionals del seu bàndol en la Guerra freda. Les més destacades eren, a banda dels estadounidencs, les de l'Alemanya Federal, Japó i el Canadà. Altres estats capitalistes, com el Regne Unit, França, Itàlia, Austràlia o Espanya, van participar però sota la bandera olímpica.
Malgrat el boicot i acusacions de parcialitat dels jutges. El nivell esportiu de la cita fou prou elevat. Un total de 33 rècords mundials van ser superats. Alexandr Ditiatin van ser la figura més destacada dels Jocs, en aconseguir vuit medalles en la seva participació esportiva. D'altra banda la mascota, l'osset Misha, va ser la primera d'un esdeveniment esportiu en arribar a un nivell mediàtic i comercial mundial. Tot allò, irònicament, en una cita que va tindre lloc a la Unió Soviètica.

## Ciutats candidates
La seu de la XXII edició dels Jocs Olímpics d'estiu només va tindre dues candidates: Moscou i Los Angeles. A la 75a Sessió del COI, celebrada el 23 d'octubre de 1974 a Viena, Àustria, es va escollir la ciutat soviètica com a seu dels Jocs Olímpics de 1980. Aquests varen ser els resultats de les votacions:
| Ciutat      | Comitè olímpic | Ronda 1 |
| Moscou      | Unió Soviètica | 39      |
| Los Angeles | Estats Units   | 29      |

## Comitès participants

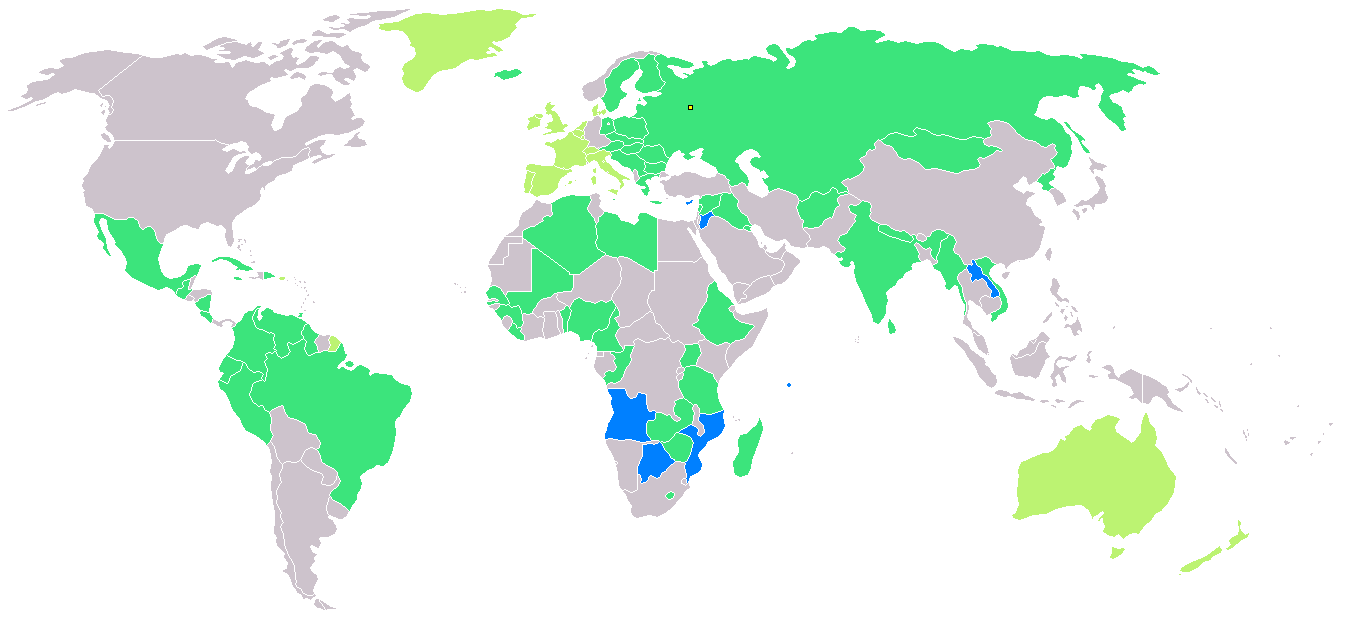
Països participants. Les nacions sombrejades de color blau participaren per primera vegada en aquests jocs. En verd clar les que competiren sota bandera olímpica.

En aquests Jocs participaren un total de 81 comitès nacionals diferents, si bé Libèria abandonà la competició després de desfilar en la Cerimònia Ignaugural. En aquesta Jocs participaren per primera vegada Angola, Botswana, Jordània, Laos, Moçambic, Seychelles i Xipre (si bé ja havia participat en l'edició dels Jocs Olímpics d'Hivern de 1980 a Lake Placid).
Retornaren a la competició Afganistan, Algèria, Benín, Birmània, Camerun, Congo, Etiòpia, Guinea, Guyana, l'Iraq, Lesotho, Líbia, Madagascar, Mali, Malta, Nigèria, Sierra Leone, Síria, Sri Lanka, Tanzània, Uganda i Zimbàbue.
Albània, Argentina, Alt Volta, Iran, Qatar, República Popular de la Xina, Xina Taipei i Zaire refusaren participar en els Jocs.
Comitès participants en els Jocs Olímpics d'estiu de 1980 i nombre d'atletes participants. En cursiva comitès que van participar en els Jocs sota bandera olímpica.
| - Afganistan (11) - Algèria (59) - Andorra (2) - Angola (13) - Austràlia (126) - Àustria (89) - Bèlgica (61) - Benín (17) - Birmània (2) - Botswana (7) - Brasil (109) - Bulgària (295) - Camerun (26) - Colòmbia (23) - Congo (23) - Corea del Nord (50) - Costa Rica (30) - Cuba (216) - Dinamarca (63) - Equador (11) - Espanya (159) - Etiòpia (41) - Finlàndia (124) - França (125) - Grècia (42) - Guatemala (10) - Guinea (9) | - Guyana (8) - Hongria (279) - Índia (74) - Iraq (44) - Irlanda (48) - Islàndia (9) - Itàlia (163) - Iugoslàvia (162) - Jamaica (18) - Jordània (4) - Kuwait (58) - Laos (19) - Lesotho (5) - Líban (17) - Libèria (7) - Líbia (32) - Luxemburg (3) - Madagascar (11) - Mali (7) - Malta (8) - Mèxic (45) - Mongòlia (43) - Moçambic (14) - Nepal (11) - Nova Zelanda (5) - Nicaragua (5) - Nigèria (44) | - Països Baixos (86) - Perú(30) - Polònia (320) - Portugal (11) - Puerto Rico (3) - Regne Unit (231) - RDA (362) - República Dominicana (6) - Romania (243) - San Marino (17) - Senegal (32) - Seychelles (11) - Sierra Leone (14) - Síria (69) - Sri Lanka (4) - Suècia (148) - Suïssa (84) - Tanzània (41) - Trinitat i Tobago (9) - Txecoslovàquia (216) - Uganda (13) - Unió Soviètica (506) - Veneçuela (38) - Vietnam (30) - Xipre (14) - Zàmbia (40) - Zimbàbue (46) |

### Boicot polític

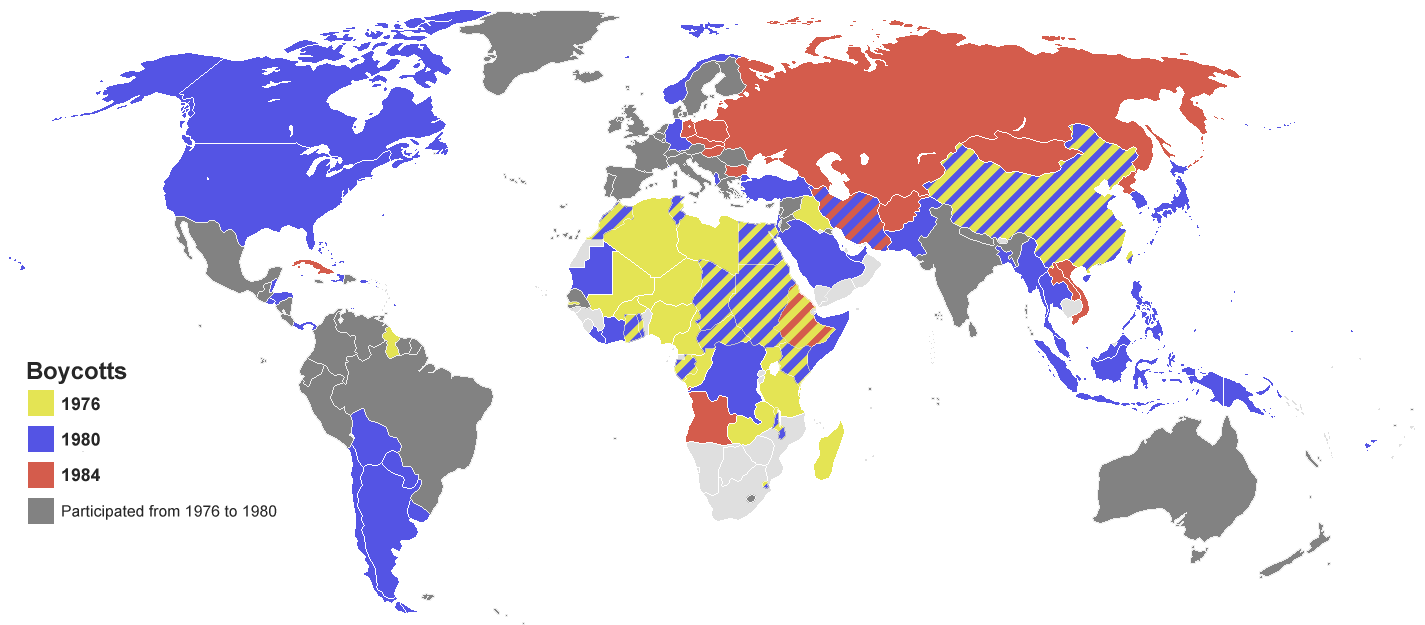
Països que participaren en els diferents boicots polítics (1976-1984).

55 Comitès Nacionals refusaren participar com a protesta de l'ocupació soviètica de l'Afganistan en la guerra afgano-soviètica. Iniciativa capitanejada pels Estats Units d'Amèrica, la majoria dels que secundaren la iniciativa foren països de la seva òrbita política capitalista dins del procés política de la Guerra Freda de la dècada del 1980.
Llista de països que donaren suport al boicot polític als Jocs Olímpics d'estiu de 1980:
| - Antigua i Barbuda - Antilles Neerlandeses - Aràbia Saudita - Bahames - Barbados - Belize - Bermudes - Bolívia - Canadà - Corea del Sud - Costa d'Ivori - Egipte - El Salvador - Estats Units - Fiji - Filipines - Gabon - Gàmbia | - Ghana - Haití - Hondures - Hong Kong - Illes Caiman - Illes Verges - Indonèsia - Israel - Japó - Kenya - Libèria - Liechtenstein - Malàisia - Malawi - Marroc - Mònaco - Níger - Noruega | - Pakistan - Panamà - Papua Nova Guinea - Paraguai - República Centreafricana - RFA - Singapur - Somàlia - Sudan - Surinam - Eswatini - Tailàndia - Togo - Tunísia - Turquia - Txad - Uruguai - Xile |

## Esports disputats
En aquests Jocs Olímpics es diputaren 203 proves de 23 esports diferents:

## Seus
- Àrea de l'Estadi Lenin

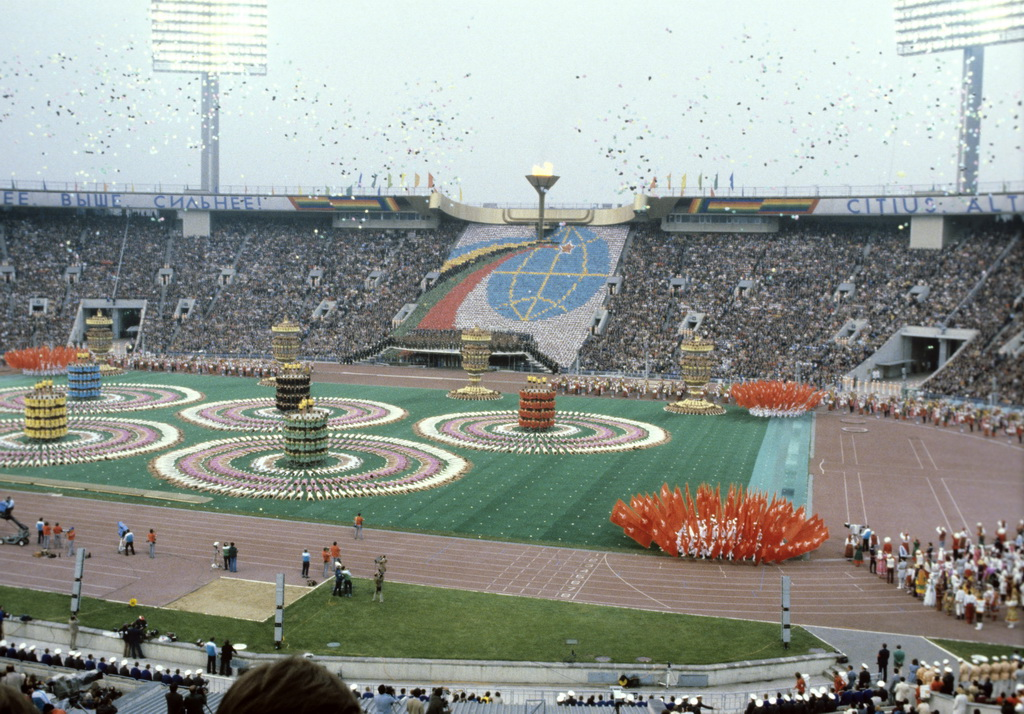
Cerimònia d'obertura a l'Esatdi Lujniki

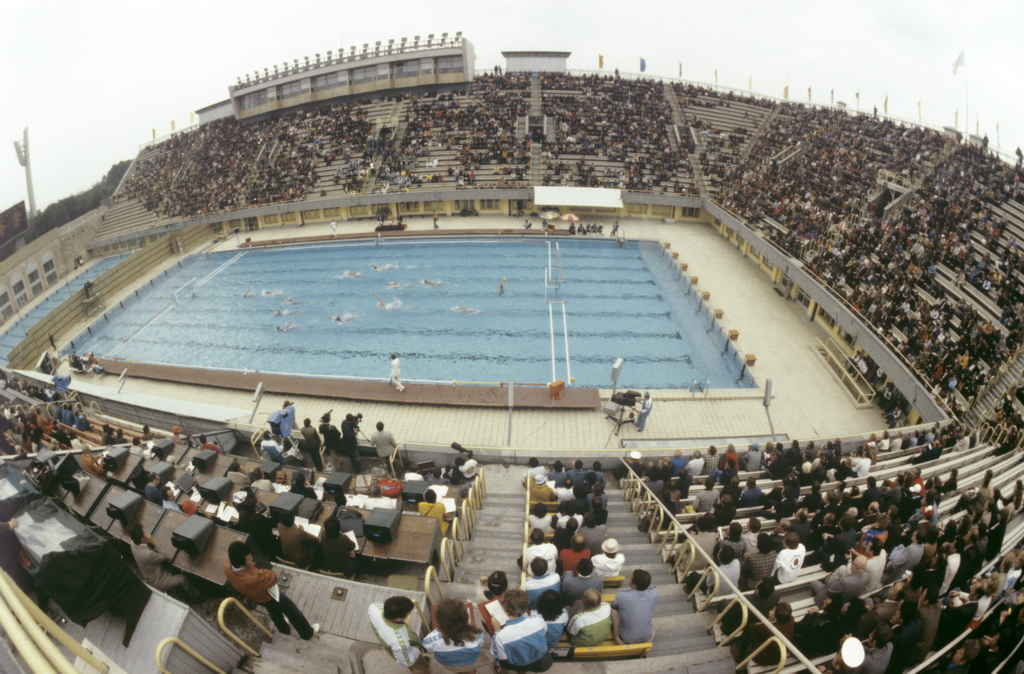
Competició de waterpolo

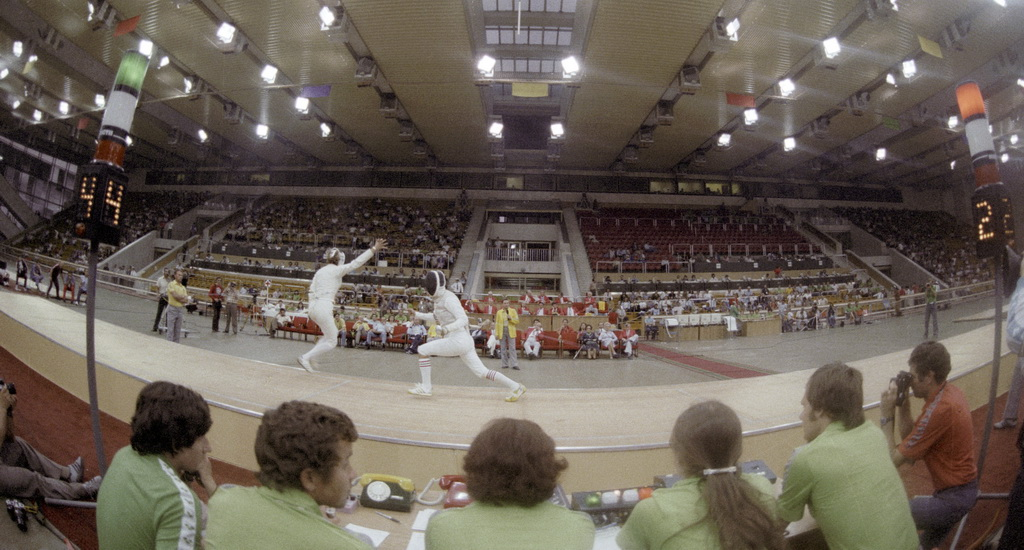
Competició d'esgrima

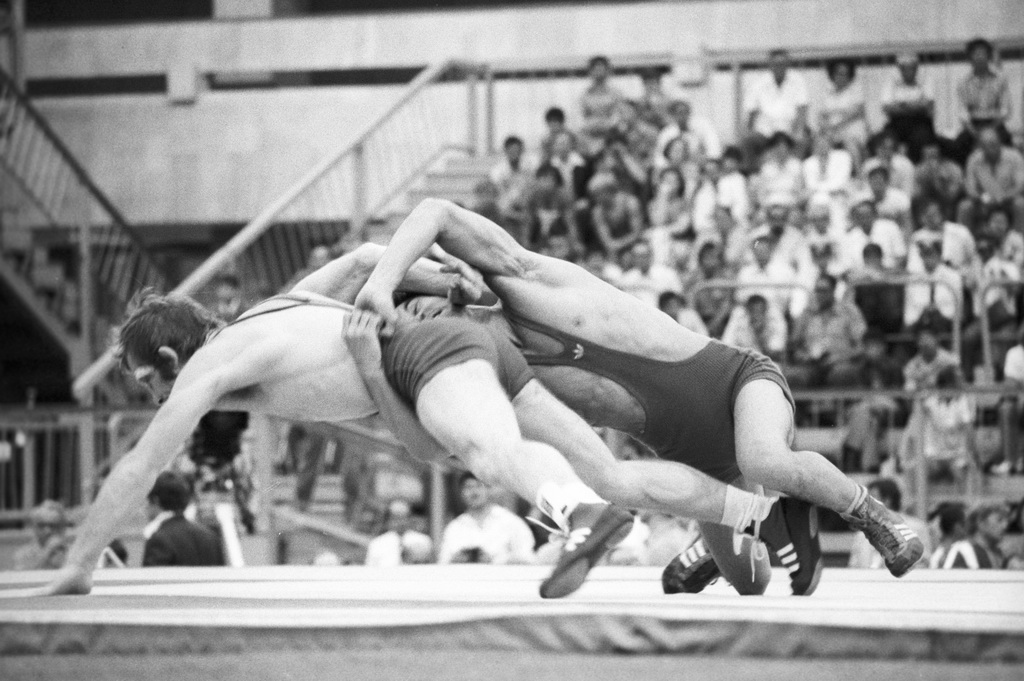
Competició de lluita

  - Estadi Lujniki – atletsime, cerimònies d'inauguració i clausura, futbol (final) i hípica (salts individuals)
  - Palaud els Esports Lujniki – voleibol
  - Piscina olímpica – waterpolo
  - Palau dels Esports Lujniki – gimnàstica i judo
  - Palaud dels Esports Druzhba – voleibol
  - Carrers de Moscou – atletisme (20 & 50 km marxa i marató)

- Complex Esportiu Olímpic
  - Estadi Olimpiski – bàsquet(final) i boxa
  - Piscina Olimpiski – natació, pentatló modern (natació), salts i waterpolo (final)

- Complex Esportiu del CSKA
  - Pista d'atletisme – lluita
  - Camp de futbol – esgrima i pentaltó modern (esgrima)
  - Palau d'Esports CSKA – bàsquet

- Seus metropolitanes
  - Estadi Dinamo – futbol (preliminars)
  - Estadi Dinamo (arena petita) – hoquei sobre herba (rondes)
  - Esatdi dels Joves Pioners – hoquei sobre herba (final)
  - Palau dels Esports Dinamo - handbol (rondes)
  - Complex Eqüestre – hípica i pentatló modern (hípica i cross)
  - Palau dels Esports Izmailovo – halterofília
  - Palau dels Esports Sokolniki – handbol (final)
  - Camp de Tir Dinamo – pentatló modern (tir) i tir olímpic

- Complex Esportiu Krylatskoye 
  - Complex de piragüisme - piragüisme i rem
  - Velòdrom Krylatskoye – ciclisme (pista)
  - Circuit Krylatskoye – ciclisme (carretera)
  - Camp de tir Krylatskoye - tir amb arc

- Seus fora de Moscou
  - Autopista M1 – ciclisme (contrarellotge carretera)
  - Esatdi Kirov (Leningrad) – futbol (preliminars)
  - Estadi Dinamo (Minsk) – futbol (preliminars)
  - Estadi Olímpic de Kíev (Kíev) – futbol (preliminars)
  - Riu Pirita (Tallinn) – vela

## Aspectes destacats

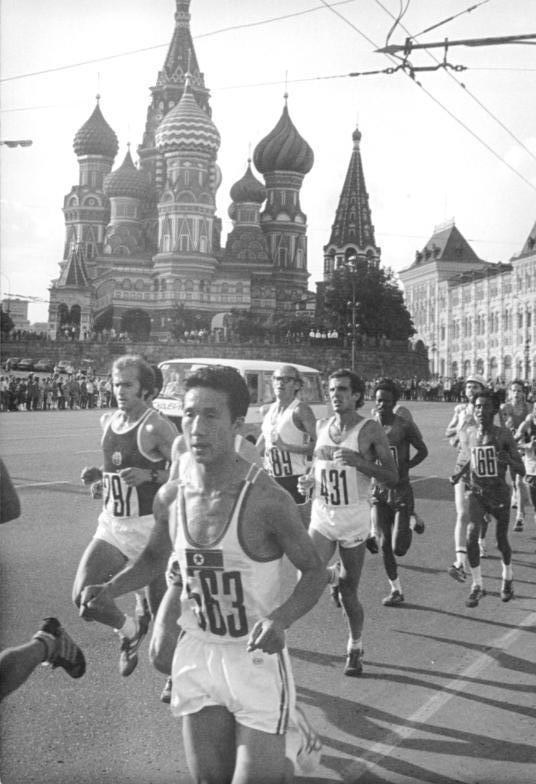
Competició de marató pels carrers de Moscou

- Després del Boicot polític als Jocs Olímpics d'estiu de 1976 aquesta fou la segona vegada en la qual la política mundial afectà el món de l'esport, sent els països de l'òrbita capitalista els que es negaren a participar com a resposta a la Guerra afgano-soviètica. Posteriorment, en els Jocs Olímpics d'Estiu de 1984 celebrats a Los Angeles (Estats Units) foren els països de l'òrbita comunista els que decidiren no participar-hi.
- Com una forma de protesta contra la intervenció soviètica a l'Afganistan, quinze països van desfilar en la cerimònia d'obertura amb la Bandera Olímpica en lloc de les seves banderes nacionals, i la bandera i l'Himne Olímpic es van utilitzar en la cerimònia d'entrega de medalles. Nova Zelanda, per la seva part, desfilà i competí sota la bandera de la Commonwealth[6]
- Van ser els primers jocs amb Joan Antoni Samaranch i Torelló com a president electe del COI. Samaranch havia estat escollit President el 16 de juliol, en una sessió del COI celebrada a Moscou.[7]
- Es van establir 36 rècords mundials, 39 d'europeus i 74 d'olímpics.
- El centre de televisió fou utilitzat 20 canals de televisió, observant-se un augment de la cobertura televisiva mundial en comparació amb els 16 dels Jocs de Mont-real el 1976, els 12 de Múnic el 1972 i els set de Ciutat de Mèxic el 1968.
- Durant la cerimònia d'obertura, la tripulació del Saliut 6 van enviar les seves salutacions als atletes olímpics.
- Segons l'informe oficial, presentat al COI pel Comitè Olímpic Nacional de la Unió Soviètica, els Jocs tingueren unes despeses de 862,7 milions de rubles i uns ingressos de 744,8 milions de rubles.
- Els Jocs van atraure cinc milions d'espectadors, un increment d'1,5 milions respecte als Jocs de Mont-real. Participaren un total de 1.245 àrbitres procedents de 78 països diferents.
- A la cerimònia de cloenda s'hissà la bandera de Los Angeles, en lloc de la Bandera dels Estats Units, per tal de retre homenatge a la propera ciutat seu dels Jocs Olímpics d'estiu. La Bandera Olímpica, però, no va ser lliurada a l'alcalde de la ciutat sinó al President del COI Michael Morris Killanin.

## Medaller
El medaller dels Jocs Olímpics de Moscou va mostrar una desproporció tan sols comparable a la del quatre anys després. La Unió Soviètica va imposar-se per tercera edició consecutiva, però a casa van obtenir el rècord absolut de medalles en una sola edició: 195. Amb la RDA es van repartir més de la meitat de tots els trofeus.
Molts comitès d'estats comunistes van ser beneficiats pel boicot, com ara Bulgària o Polònia, i signaren la seva millor participació de la història. Però també altres capitalistes, com ara Itàlia, França i Regne Unit, que van millorar sensiblement les seves actuacions respecte a les edicions anteriors.
Tan sols es mostren els deu primers classificats.

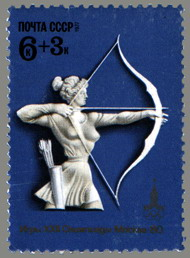
Segell commemoratiu soviètic dels Jocs Olímpics d'estiu.

| Pos. | Comitè olímpic          | Or | Plata | Bronze | Total |
| 1    | Unió Soviètica (URS)    | 80 | 69    | 46     | 195   |
| 2    | Alemanya Oriental (GDR) | 47 | 37    | 42     | 126   |
| 3    | Bulgària (BUL)          | 8  | 16    | 17     | 41    |
| 4    | Cuba (CUB)              | 8  | 7     | 5      | 54    |
| 5    | Itàlia (ITA)            | 8  | 3     | 4      | 15    |
| 6    | Hongria (HON)           | 7  | 10    | 15     | 32    |
| 7    | Romania (ROM)           | 6  | 6     | 13     | 25    |
| 8    | França (FRA)            | 6  | 5     | 3      | 14    |
| 9    | Regne Unit (GBR)        | 5  | 7     | 9      | 21    |
| 10   | Polònia (POL)           | 3  | 14    | 15     | 32    |

### Medallistes més guardonats

#### Categoria masculina
| Nom                    | CON            | Disciplina | Or | Plata | Bronze | Total |
| Aleksandr Ditiatin     | Unió Soviètica | Gimnàstica | 3  | 1     | 1      | 8     |
| Nikolai Andriànov      | Unió Soviètica | Gimnàstica | 2  | 2     | 1      | 5     |
| Roland Brückner        | RDA            | Gimnàstica | 1  | 1     | 2      | 4     |
| Uladzímir Parfianòvitx | Unió Soviètica | Piragüisme | 3  | 0     | 0      | 3     |
| Vladímir Sàlnikov      | Unió Soviètica | Natació    | 3  | 0     | 0      | 3     |
| Serguei Kopliakov      | Unió Soviètica | Natació    | 2  | 1     | 0      | 3     |

#### Categoria femenina
| Nom                   | CON            | Disciplina | Or | Plata | Bronze | Total |
| Ines Diers            | RDA            | Natació    | 2  | 2     | 1      | 5     |
| Caren Metschuck       | RDA            | Natació    | 3  | 1     | 0      | 4     |
| Nadia Comăneci        | Romania        | Gimnàstica | 2  | 2     | 0      | 4     |
| Natalia Shaposhnikova | Unió Soviètica | Gimnàstica | 2  | 0     | 2      | 4     |
| Maxi Gnauck           | RDA            | Gimnàstica | 1  | 1     | 2      | 4     |
| Barbara Krause        | RDA            | Natació    | 3  | 0     | 0      | 3     |
| Rica Reinisch         | RDA            | Natació    | 3  | 0     | 0      | 3     |